# أساهي-كو، يوكوهاما
أساهي-كو (باليابانية: 旭)، هي أحد أحياء مدينة يوكوهاما اليابانية، يبلغ عدد سكانها نحو 249,045 نسمة، تأسست في فترة هييآن.

## أعلام
- كيتا إندو

## وصلات خارجية
- الموقع الرسمي
- City of Yokohama statistics (باليابانية)